# Four on the Floor
Four on the Floor is het tweede studioalbum van de Amerikaanse rockband Juliette and the Licks. Het album werd op 2 oktober 2006 uitgebracht.

## Nummers
1. "Smash and Grab"
2. "Hot Kiss"
3. "Stickey Honey"
4. "Killer"
5. "Death of a Whore"
6. "Purgatory Blues"
7. "Get Up"
8. "Mind Full of Daggers"
9. "Bullshit King"
10. "Inside the Cage"

## Band
- Juliette Lewis - zang
- Todd Morse - gitaar, achtergrondzang
- Kemble Walters - gitaar, synthesizer, achtergrondzang
- Jason Womack - drums (live)
- Dave Grohl - drums (studio)